# حواصیل شب آمریکایی
حواصیل شب آمریکایی (نام علمی: Nyctanassa) نام یک سرده از تیره حواصیل است.

## گونه‌ها
- Bermuda night heron, Nyctanassa carcinocatactes (انقراض)
- Yellow-crowned night heron, Nyctanassa violacea